# Aéroport d'Oudomsay
L'aéroport d'Oudomsay (ou aéroport d'Oudomxay) est un aéroport à Muang Xay, au Laos, (code IATA : ODY • code OACI : VLOS)).

## Situation
| Vientiane Savannakhet Paksé Luang Prabang Houei Sai Louang Namtha Oudomxay Phongsali Phonsavan Sayaboury |

## Compagnies aériennes et destinations
| Compagnies   | Destinations     |
| ------------ | ---------------- |
| Lao Airlines | Vientiane-Wattay |
| Lao Skyway   | Vientiane-Wattay |

Édité le 18/11/2020